# Prison Winter
Pour les articles homonymes, voir Winter.
La prison Winter est une ancienne prison canadienne construite en 1865 et en fonction jusqu'en 1990 à Sherbrooke, Québec.

## Histoire
Construite par Charles Côté en 1865 selon les plans de l'architecte Frederick Preston Rubidge,  la prison Winter avait pour but de remplacer un édifice antérieur, érigé en 1825 et situé à proximité sur la rue de Montréal. La prison Winter est aujourd'hui l'un des plus vieux édifices de Sherbrooke.
Au total, six pendaisons ont eu lieu à la prison entre 1880 et 1931.
En 1990, la prison est remplacée par le centre de détention Talbot (ou prison Talbot) situé à environ deux kilomètres au sud-ouest de la ville. Depuis sa fermeture, la prison fait partie d'une aire patrimoniale de la ville. En avril 2007, la Régie du bâtiment condamne l'immeuble en raison de son délabrement avancé.

## Installations
D'un style palladien, la prison Winter comportait un édifice principal, d'un mur d'enceinte pénitentiaire en pierre, d'une cour intérieure, d'espaces verts et de la maison du geôlier. Un édifice en brique a été ajouté en 1940. Il s'agit du troisième plus vieil édifice public de Sherbrooke et de la plus ancienne construction en pierre. En 2011, son enceinte en pierre est encore complète, ce qui en fait l'une des rares qui subsistent au Québec.
Construite sur la Jail Street (aujourd'hui nommée rue Winter) entre 1865 et 1867, la prison se situe près du palais de justice, des résidences des juges et des maisons des avocats sur la rue Court (désignant le palais de justice qui s'y trouvait entre 1842 et 1906),.
Les installations comprennent 51 cellules simples ou doubles dont 3 pour les femmes sur une aile à part et six au sous-sol. Il y a douze secteurs dont un réservé à l'isolement. Parmi les services présents, on retrouve un parloir, une chapelle, une infirmerie, une cuisine, buanderie. Il y a également une section réservée aux femmes, une pour les travailleurs, des bureaux et un poste de contrôle.

## Prisonniers célèbres
L'un des prisonniers les plus célèbres à avoir séjourné à la prison Winter est Donald Morrison en 1889.

## Projets: rénovation et enseignement
La ville de Sherbrooke a fait le premier pas vers la rénovation de l'édifice en prévoyant une enveloppe budgétaire de 600 000 $ dans son budget d'immobilisations 2020-2022.
Les départements d'histoire de l'Université de Sherbrooke et du CEGEP de Sherbrooke ont organisé conjointement un cours d'été (2020) sous le thème "Sherbrooke sous les barreaux".
En 2022, des étudiants de Sherbrooke ont pu visiter la prison pour un projet de recherche pour l'école.